# السڭامنة
السڭامنة هي قرية في إقليم سطات ضمن جهة الشاوية ورديغة بالغرب المغربي. كان مجموع عدد سكان الجماعة القروية السڭامنة 9.747 نسمة.(تعداد السكان الرسمي 2004)